# Каллін
Каллін (дав.-гр. Καλλῖνος) (перша половина VII ст. до н. е.) — давньогрецький поет один із засновників елегії, походив із грецького міста Ефес, що в Малій Азії. Про життя Калліна відомо мало, навіть час його життя визначають за тими подіями, про які він говорить у своїх віршах. Разом з Тіртеєм він є найдавнішим представником античної елегійної лірики.

## Літературна спадщина
До нас дійшла лише одна елегія Калліна «Доки ви будете лежнем лежать? Коли в серці своєму…», що є закликом ефеських громадян об'єднатися перед загрозою поневолення у чотирьох уривках (всього 25 рядків) та ще три невеликі фрагменти інших його творів.. У цій елегії поет постає як патріот і політичний діяч, якого турбує понад усе доля своїх співвітчизників. Він закликає їх забути лінощі, безжурне життя, прокинутись і виявити «дух могутній», оскільки «всюди війна на землі» і вона наближається до їхньої батьківщини. Поет нагадує, що кожен громадянин повинен захищати її, незважаючи на можливу смерть.
Природне відчуття страху перед смертю поет розчиняє філософським сприйняттям її невідворотності, неможливостю ухилитися від неї. Зображається і підготовка воїна до битви: «…піднявши списа, кожен до бою поспішає, міцним щитом прикриваючи багатомогутнє серце…». Серце займає у Калліна важливе місце, є цінністю, яку необхідно берегти і захищати, адже в ньому концентрується і відвага, і мужність, і сила. Кордоцентричність — характерна ознака лірики цього періоду — індивідуальної поезії, що починає звертатись до людських почуттів. Поезія Калліна вважається представником жанру бойових елегій-закликів.
Елегії Калліна були дуже популярними і розходилися по всій країні. Йому приписувався великий гімн на честь Зевса, ряд віршів, основою яких були фольклорні пісні, а також прем'єра трьох книг «Наксоська історія», хоча і її авторство під сумнівом. Вважають, що елегії Калліна виконувались на центральному майдані міста напередодні народних зборів, а також у громадських приміщеннях — залах, де зберігались обладунки та зброя, відбувались ритуальні загальні трапези.